# 가나가와현립 가나가와 공업고등학교

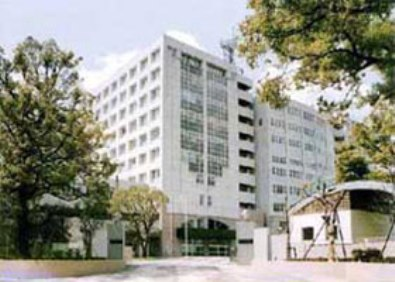
가나가와현립 가나가와 공업고등학교

가나가와현립 가나가와 공업고등학교(神奈川県立神奈川工業高等学校)는 일본 가나가와현 요코하마시 가나가와구에 위치하고 있는 공립 공업고등학교이다. 약칭은 진코(神工), 가나코(神奈工).